# Baixada Fluminense

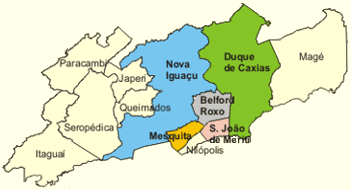
Municipios da Baixada Fluminense.

La Baixada Fluminense (Bajada Fluminense) es una región del estado de Río de Janeiro (Brasil) conocida hasta el siglo XIX como Bajada de la Guanabara. Conoció un cierto desarrollo desde el ciclo de minería en Brasil, en el siglo XVIII, cuando fue importante pasillo de tránsito del oro de Minas Gerais. Más tarde, ya en el siglo XIX, fue una de las primeras regiones de plantío del café en Brasil. Sufrió una gran declinación económica con la creación de la línea férrea, ya en el Segundo Reinado (1840-1889), lo que vació las rutas tradicionales por los ríos y caminos de la región.
En el inicio del siglo XX, la Bajada Fluminense empezó a recibir obras de drenaje, de forma de habilitarla para recibir la grand cantidad de migrantes venidos de otras regiones del país en busca de mejores condiciones de vida en la entonces capital federal. En la segunda mitad de este mismo siglo, quedó consolidada su imagen como una región de grandes problemas sociales y de violencia urbana, que perdura hasta hoy. De las regiones en las que suele ser dividido el Estado de Río de Janeiro, es la segunda más populosa, con más de tres millones de habitantes, solo siendo superada por la capital.
En cuanto a los municipios que la componen, hay unanimidad con relación a Duque de Caxias, Nova Iguaçu, São João de Meriti, Nilópolis, Belford Roxo, Queimados y Mesquita (todos al norte de la ciudad de Río de Janeiro). Algunos estudiosos también incluyen Magé y Guapimirim (a este), Japeri, Paracambi, Seropédica e Itaguaí (a oeste y noroeste). La Baixada Fluminense es una de las principales zonas que componen la Región Metropolitana de Río de Janeiro.

## Cultura popular
La Baixada Fluminense fue elegida en el año 2004 por la reconocida cadena televisiva Rede O'Globo, para ambientar las escenas principales de la exitosa telenovela Señora del destino, protagonizada por la actriz Susana Vieira. La misma trata la historia de una mujer pernambucana (María do Carmo Ferreira da Silva) que llega a Río de Janeiro junto a su familia, en pleno desarrollo de La marcha de cien mil, contra la dictadura militar del presidente de facto Artur da Costa e Silva. Tras ser detenida y liberada por su participación en esta movilización, Do Carmo decide instalarse en la pobre y pequeña barriada conocida como la Baixada Fluminense, donde comienza a impulsar su imperio constructivo el cual evoluciona a la par de la barriada, la cual pasa a ser un vecindario muy populoso.